# Reyer Venezia Mestre 2008-2009
La Reyer Venezia Mestre 2008-2009, sponsorizzata Umana, ha preso parte al campionato professionistico italiano di Legadue pari al secondo livello del campionato nazionale italiano di pallacanestro.

## Risultati
- Legadue:
  - stagione regolare: 11º posto su 16 squadre (14-16).

## Roster
| Giocatori |
| --------- |

|    | Naz.                                     | Ruolo | Sportivo           | Anno | Alt. | Peso |  |
| -- | ---------------------------------------- | ----- | ------------------ | ---- | ---- | ---- |  |
| 5  | Italia (bandiera)                        | PG    | Rodolfo Rombaldoni | 1976 | 192  | 85   |  |
| 7  | Italia (bandiera)                        | A     | Alberto Causin     | 1976 | 199  | 96   |  |
| 8  | Dominica (bandiera)                      | AC    | Otis George        | 1982 | 205  | 106  |  |
| 9  | Italia (bandiera)                        | A     | Massimo Farioli    | 1977 | 202  | 92   |  |
| 10 | Stati Uniti (bandiera)                   | GA    | Nate Green         | 1977 | 196  | 85   |  |
| 11 | Italia (bandiera)                        | PG    | Guido Meini        | 1979 | 188  | 81   |  |
| 14 | Italia (bandiera)                        | C     | Paolo Alberti      | 1972 | 207  | 106  |  |
| 18 | Canada (bandiera) · Francia (bandiera)   | C     | Alex Bougaïeff     | 1977 | 208  | 102  |  |
| 19 | Argentina (bandiera) · Italia (bandiera) | GA    | Manuel Carrizo     | 1980 | 198  | 98   |  |

| Staff tecnico                  |
| ------------------------------ |
| Allenatore: Eugenio Dalmasson  |
| dal 9 dicembre Stefano Bizzozi |
| Assistente: Alberto Billio     |

| Giocatori acquisiti a stagione in corso |
| --------------------------------------- |

|    | Naz.                | Ruolo | Sportivo                            | Anno | Alt. | Peso |  |
| -- | ------------------- | ----- | ----------------------------------- | ---- | ---- | ---- |  |
| 4  | Italia (bandiera)   | P     | Davide Bonora dal 10 dicembre       | 1973 | 186  | 84   |  |
| 12 | Lettonia (bandiera) | GA    | Kristaps Janičenoks dal 10 dicembre | 1983 | 195  | 90   |  |

| Giocatori ceduti a stagione in corso |
| ------------------------------------ |

|    | Naz.              | Ruolo | Sportivo                          | Anno | Alt. | Peso |  |
| -- | ----------------- | ----- | --------------------------------- | ---- | ---- | ---- |  |
| 17 | Italia (bandiera) | PG    | Roberto Prandin fino al 2 gennaio | 1986 | 188  | 80   |  |

Legaduebasket: Dettaglio statistico